# Rudolf Usinger (Historiker)

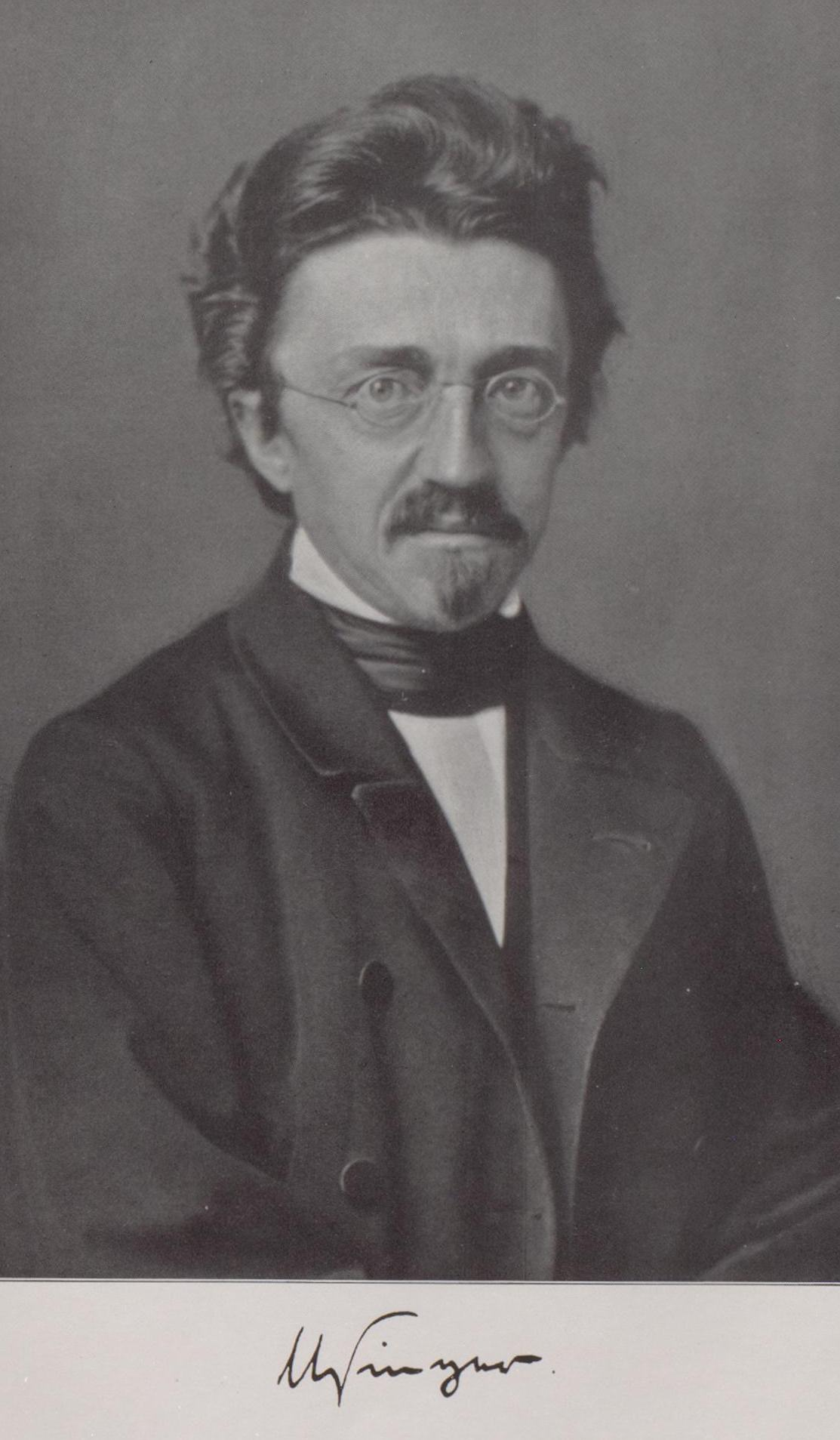
Rudolf Usinger

Rudolf Usinger (* 7. Juni 1835 in Nienburg; † 31. Mai 1874 in Bremen) war ein deutscher Historiker.

## Leben
Rudolf Usinger war der Sohn des kgl. Medizinalrats Wilhelm Usinger und seiner Frau Ida, geb. Grote. Seine Kindheit und Jugend waren von einer Krankheit schwer beeinträchtigt, die auch einen regelmäßigen Schulbesuch verhinderte. Durch Privatunterricht und Selbststudien konnte er 1856 die Aufnahme an der Georg-August-Universität Göttingen erreichen, wo er von 1857 bis 1861 Geschichte studierte. Seine 1861 veröffentlichte Dissertation trug den Titel „Die dänischen Annalen und Chroniken des Mittelalters kritisch untersucht.“ Anschließend ging er nach Berlin, um die von Prof. Siegfried Hirsch begonnene Herausgabe der Jahrbücher des deutschen Reichs unter Kaiser Heinrich II. zu bearbeiten.
1862 kam Usinger nach Göttingen zurück. 1863 habilitierte er sich dort mit dem Werk „Deutsch-dänische Geschichte 1189–1227“. Anschließend arbeitete er als Privatdozent an der Universität Göttingen, bevor er 1865 als außerordentlicher Professor an die Universität Greifswald berufen wurde. Im Folgejahr wurde er dort zum ordentlichen Professor befördert. 1868 wechselte er an die Christian-Albrechts-Universität zu Kiel, wo er zusammen mit seinem Kollegen Alfred von Gutschmid für die Gründung des Historischen Seminars sorgte. Noch in seiner Greifswälder Zeit hatte er Leonore von Bardeleben aus Kassel geheiratet.
In Kiel machte er sich als Sekretär des Vereins für Geschichte der Herzogthümer Schleswig-Holstein und Lauenburg sehr um die Förderung der Geschichte dieser Landesteile verdient. Usinger starb auf einer Reise in Bremen an einer Lungenentzündung.

## Werke (Auswahl)
als Autor
- Deutsch-dänische Geschichte 1189–1227. Mittler, Berlin 1863 (Digitalisat).
- Napoleon, der Rheinische und der Nordische Bund. Reimer, Berlin 1865.
- Forschungen zur Lex Saxonum. Mittler, Berlin 1867.
- Das Schassianum, Kiel 1873.
- Die Anfänge der deutschen Geschichte. Hahn, Hannover 1875 (posthum).
- Officium sancti Kanuti ducis. Universitäts-Buchhandlung. Kiel 1875 (posthum).
- (Hrsg.): Visio Godeschalci. In: Scriptores minores rerum Slesvico-Holtsatensium, Band 1, Universitäts-Buchhandlung, Kiel 1875 (Quellensammlung / Gesellschaft für Schleswig-Holsteinische Geschichte; 4).

als Herausgeber
- Siegfried Hirsch: Jahrbücher des Deutschen Reichs unter Heinrich II., Band 1. Berlin 1862.